# Åsa Jakobsson
Åsa Jakobsson, född 2 juni 1966 i När, är en svensk tidigare fotbollsspelare.
Hon spelade för Gideonsbergs IF, med vilka hon vann SM-guld 1992, och deltog i svenska landslaget som vid EM i fotboll 1995 vann silver. Hon var även med i VM 1995, där Sverige åkte ut i kvartsfinal, och var med i truppen som slutade på sjätte plats vid den olympiska turneringen i Atlanta.

## Meriter
- SM-guld 1992
- Svenska cupen för damer guld 1993
- SM-brons 1993, 1994
- SM-silver 1995
- A-landskamper för Sverige 56/1 mål[5]
- Stor Tjej
- Århundrades damfotbollsspelare på Gotland[6]